# Wereldkampioenschap voetbal 2006 (Groep D) Mexico - Iran
Deze pagina is een subpagina van het artikel Wereldkampioenschap voetbal 2006. Hierin wordt de wedstrijd in de groepsfase in groep D tussen Mexico en Iran gespeeld op 11 juni 2006 nader uitgelicht.

## Nieuws voorafgaand aan de wedstrijd
- 31 mei - Iran toonde in de laatste oefenwedstrijd aan over scorend vermogen te beschikken, maar tevens dat de verdediging weleens een gaatje laat vallen. Tegen Bosnië en Herzegovina werd met 5-2 gewonnen. Vijf verschillende spelers scoorden. Iran gaat door tot het laatste fluitsignaal, vier doelpunten vielen namelijk in de blessuretijd, twee vlak voor rust en twee vlak voor het eindsignaal.
- 1 juni - Mexico speelde haar laatste oefeninterland in Eindhoven tegen Nederland. Mexico dat op volle sterkte was had een 1-0-voorsprong bij de rust door een doelpunt van Jared Borgetti, maar zag het "B-team" van Nederland in de tweede helft langszij komen. De einduitslag was 2-1 voor Nederland.
- 10 juni - Iran zal het tegen Mexico zonder linksachter Sattar Zare en middenvelder Ferydoon Zandi moeten stellen. De middenvelder van Kaiserslautern heeft last van koorts en Zare heeft een knieblessure.

## Wedstrijdgegevens
| Datum                | 11 juni 2006                          | 11 juni 2006                          |
| Stadion              | easyCredit-Stadion, Neurenberg        | easyCredit-Stadion, Neurenberg        |
| Toeschouwers         | 41.000                                | 41.000                                |
| Scheidsrechter       | Roberto Rosetti                       | Roberto Rosetti                       |
| Assistenten          | Cristiano Copelli Alessandro Stagnoli | Cristiano Copelli Alessandro Stagnoli |
| Vierde man           | Jerome Damon                          | Jerome Damon                          |
| Man van de wedstrijd | Omar Bravo                            | Omar Bravo                            |
|                      | Mexico                                | Iran                                  |
| Doelpunten           | 3                                     | 1                                     |
| Gele kaarten         | 2                                     | 1                                     |
| Rode kaarten         | 0                                     | 0                                     |
| Wissels              | 3                                     | 2                                     |
| Schoten op doel      | 4                                     | 5                                     |
| Schoten naast doel   | 3                                     | 2                                     |
| Overtredingen        | 25                                    | 21                                    |
| Hoekschoppen         | 6                                     | 5                                     |
| Buitenspel           | 1                                     | 2                                     |
| Strafschoppen        | 0                                     | 0                                     |
| Balbezit (tijd)      | 27'00"                                | 24'00"                                |
| Balbezit (%)         | 53%                                   | 47%                                   |

| Mexico | 3 – 1        | Iran |
| Omar Bravo 28', 76' Zinha 79' | goals        | 36' Yahya Golmohammadi |
| Ricardo Lavolpe | bondscoach   | Branko Ivanković |
| Oswaldo Sanchez Mario Méndez Ricardo Osorio Rafael Márquez Carlos Salcido Gerardo Torrado 46' Pavel Pardo Omar Bravo Guillermo Franco 46' Jared Borgetti 52' | opstellingen | Ebrahim Mirzapour Mehdi Mahdavikia Yahya Golmohammadi Rahman Rezaei Javad Nekounam 63' Ali Karimi Vahid Hashemian Ali Daei Hossein Kaabi Andranik Teymourian 81' Mohammad Nosrati |
| Zinha 46' Luis Pérez 46' José Fonseca 52' | wissels      | 63' Mehrzad Madanchi 81' Arash Borhani |
| Gerardo Torrado 18' Carlos Salcido 90+1' | gele kaarten | 55' Javad Nekounam |
| | rode kaarten | |

## Overzicht van wedstrijden
| Groepswedstrijden | | | |
| Groep A | Groep B | Groep C | Groep D |
| Duitsland - Costa Rica Polen - Ecuador Duitsland - Polen Ecuador - Costa Rica Ecuador - Duitsland Costa Rica - Polen             | Engeland - Paraguay Trinidad en Tobago - Zweden Engeland - Trinidad en Tobago Zweden - Paraguay Zweden - Engeland Paraguay - Trinidad en Tobago | Argentinië - Ivoorkust Servië en Montenegro - Nederland Argentinië - Servië en Montenegro Nederland - Ivoorkust Nederland - Argentinië Ivoorkust - Servië en Montenegro | Mexico - Iran Angola - Portugal Mexico - Angola Portugal - Iran Portugal - Mexico Iran - Angola                               |
| Groep E | Groep F | Groep G | Groep H |
| Italië - Ghana Verenigde Staten - Tsjechië Italië - Verenigde Staten Tsjechië - Ghana Tsjechië - Italië Ghana - Verenigde Staten | Australië - Japan Brazilië - Kroatië Brazilië - Australië Japan - Kroatië Japan - Brazilië Kroatië - Australië                                  | Frankrijk - Zwitserland Zuid-Korea - Togo Frankrijk - Zuid-Korea Togo - Zwitserland Togo - Frankrijk Zwitserland - Zuid-Korea                                           | Spanje - Oekraïne Tunesië - Saoedi-Arabië Spanje - Tunesië Saoedi-Arabië - Oekraïne Saoedi-Arabië - Spanje Oekraïne - Tunesië |
| Achtste finales | | | |
| Duitsland - Zweden Argentinië - Mexico                                                                                           | Italië - Australië Zwitserland - Oekraïne | Engeland - Ecuador Portugal - Nederland | Brazilië - Ghana Spanje - Frankrijk                                                                                           |
| Kwartfinales | | | |
| Duitsland - Argentinië | Italië - Oekraïne | Engeland - Portugal | Brazilië - Frankrijk |
| Halve finales | | | |
| Duitsland - Italië | Duitsland - Italië | Portugal - Frankrijk | Portugal - Frankrijk |
| Troostfinale | | | |
| Duitsland - Portugal | | | |
| Finale | | | |
| Italië - Frankrijk | | | |